# Chybie

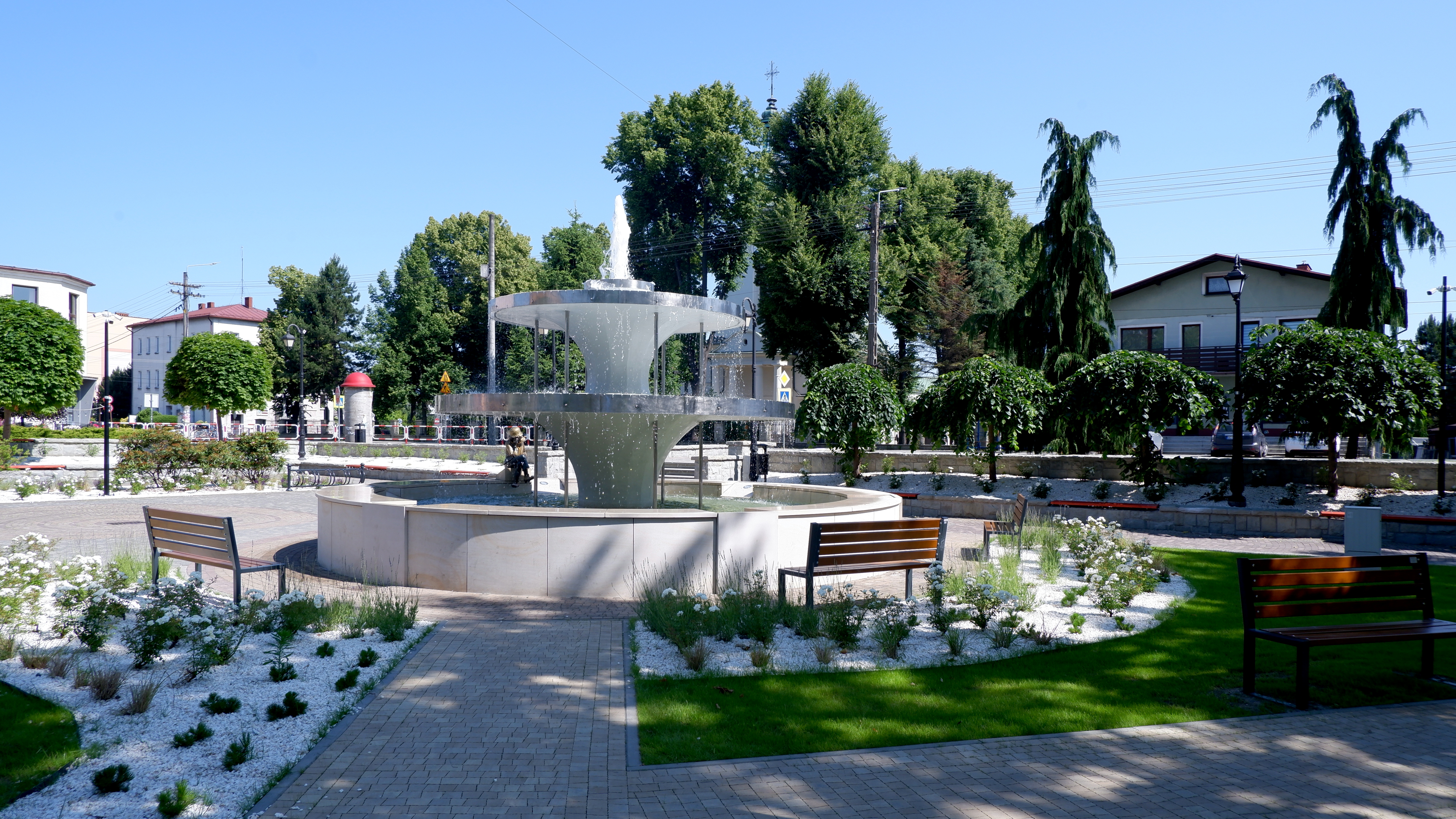
Ortsmitte

Chybie (deutsch Chybi; tschechisch Chyby) ist ein Dorf im Powiat Cieszyński der Woiwodschaft Schlesien in Polen. Es ist Sitz der gleichnamigen Landgemeinde mit 9832 Einwohnern (Stand 31. Dezember 2020).

## Geographie
Chybie liegt im Auschwitzer Becken (Kotlina Oświęcimska), etwa 20 km westlich von Bielsko-Biała und 45 km südlich von Katowice im Powiat (Kreis) Cieszyn.
Das Dorf hat eine Fläche von 1122 ha (35,3 % der Landgemeinde).
Nachbarorte sind Frelichów im Nordwesten, Zarzecze im Norden, Zabrzeg im Osten, Landek im Südosten, Mnich im Süden und Westen.

## Geschichte
Das Dorf liegt im Olsagebiet (auch Teschner Schlesien, polnisch Śląsk Cieszyński).
Der Name des Dorfes ist abgeleitet vom benachbarten Wald, dessen Name im Jahr 1568 erstmals urkundlich als Zeleny Chyb erwähnt wurde, heutige Chybski Las. Wahrscheinlich kurz darauf wurde das Dorf gegründet.
Politisch gehörte das Dorf zum Herzogtum Teschen, unter der Lehnsherrschaft des Königreichs Böhmen, in der Habsburgermonarchie.
Nach der Aufhebung der Patrimonialherrschaften bildete es ab 1850 eine Gemeinde in Österreichisch-Schlesien, Bezirk Bielitz und Gerichtsbezirk Schwarzwasser. Eine Zuckerfabrik wurde dort im Jahr 1884 von der Teschener Kammer eröffnet.
In den Jahren 1880–1910 stieg die Einwohnerzahl von 676 im Jahr 1880 auf 1231 im Jahr 1910, es waren überwiegend polnischsprachige (zwischen 93,4 % im Jahr 1880 und 80,9 % im Jahr 1910), auch deutschsprachige (zwischen 5,4 % im Jahr 1880 und 13,5 % im Jahr 1910) und tschechischsprachige (zwischen 1,2 % im Jahr 1880 und 5,5 % im Jahr 1910). Im Jahre 1910 waren 92,5 % römisch-katholisch, 4,2 % evangelisch, es gab 35 (2,8 %) Juden.
1920, nach dem Zusammenbruch der k.u.k. Monarchie und dem Ende des Polnisch-Tschechoslowakischen Grenzkriegs, kam Chybie zu Polen. Unterbrochen wurde dies nur durch die Besetzung Polens durch die Wehrmacht im Zweiten Weltkrieg.
In den Jahren 1927–1930 wurde die katholische Kirche gebaut. Die römisch-katholische Pfarrei wurde im Jahr 1957 errichtet.
Von 1975 bis 1998 gehörte Chybie zur Woiwodschaft Bielsko-Biała.
Im Jahre 2009 wurde die Zuckerfabrik vom Südzucker Polska S.A. stillgelegt.

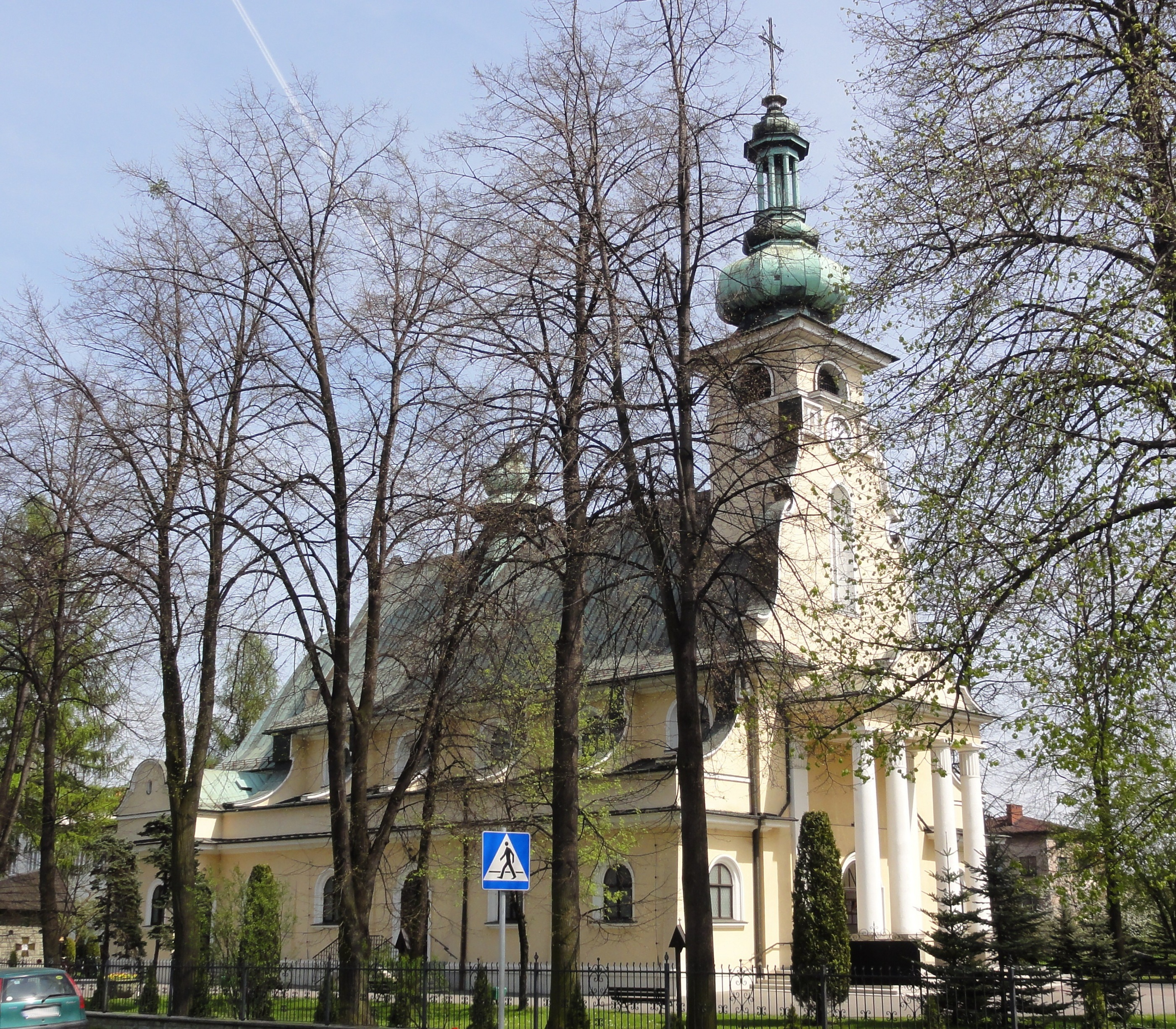
Die katholische Kirche
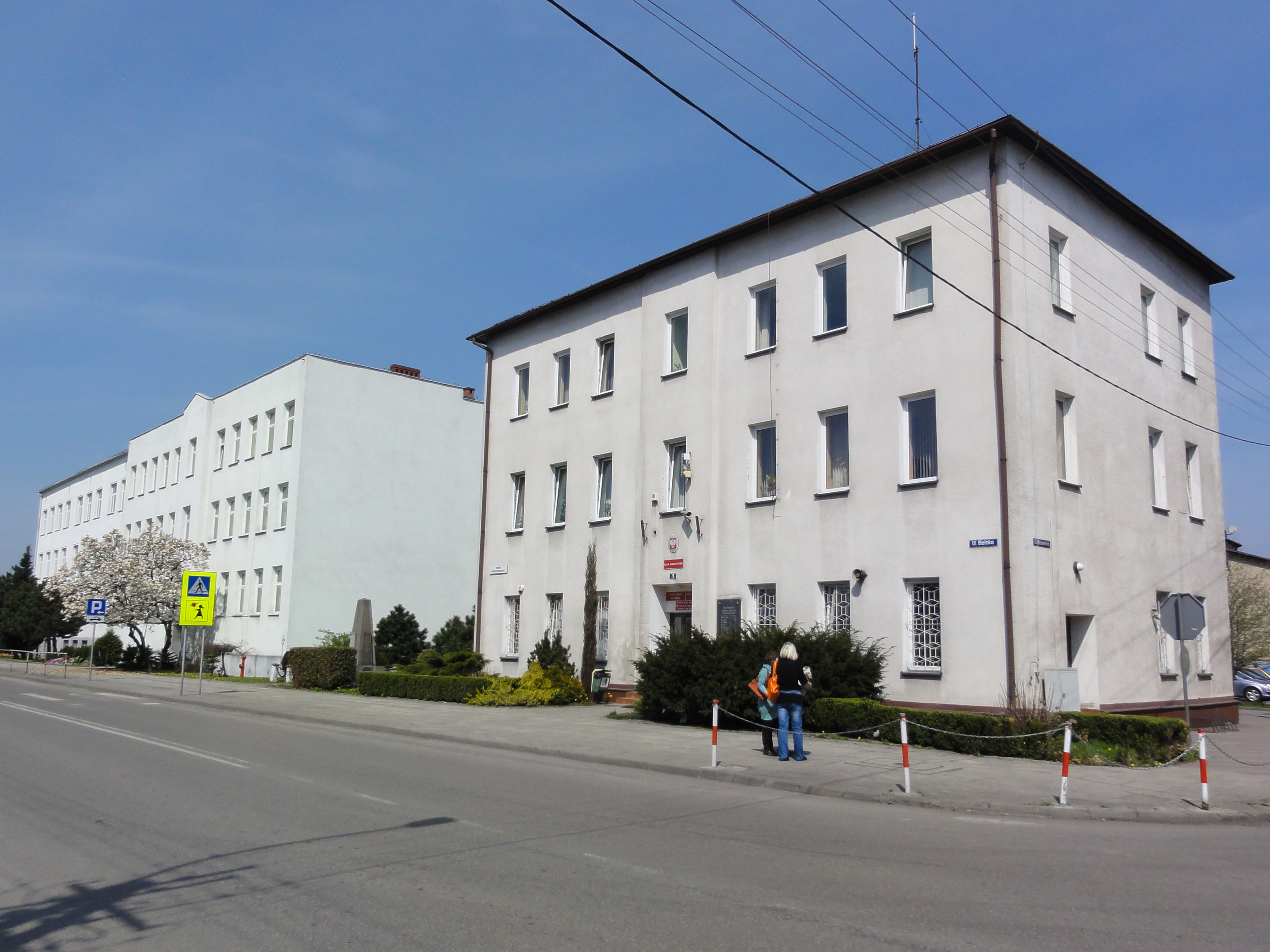
Gemeindeamt und Schule
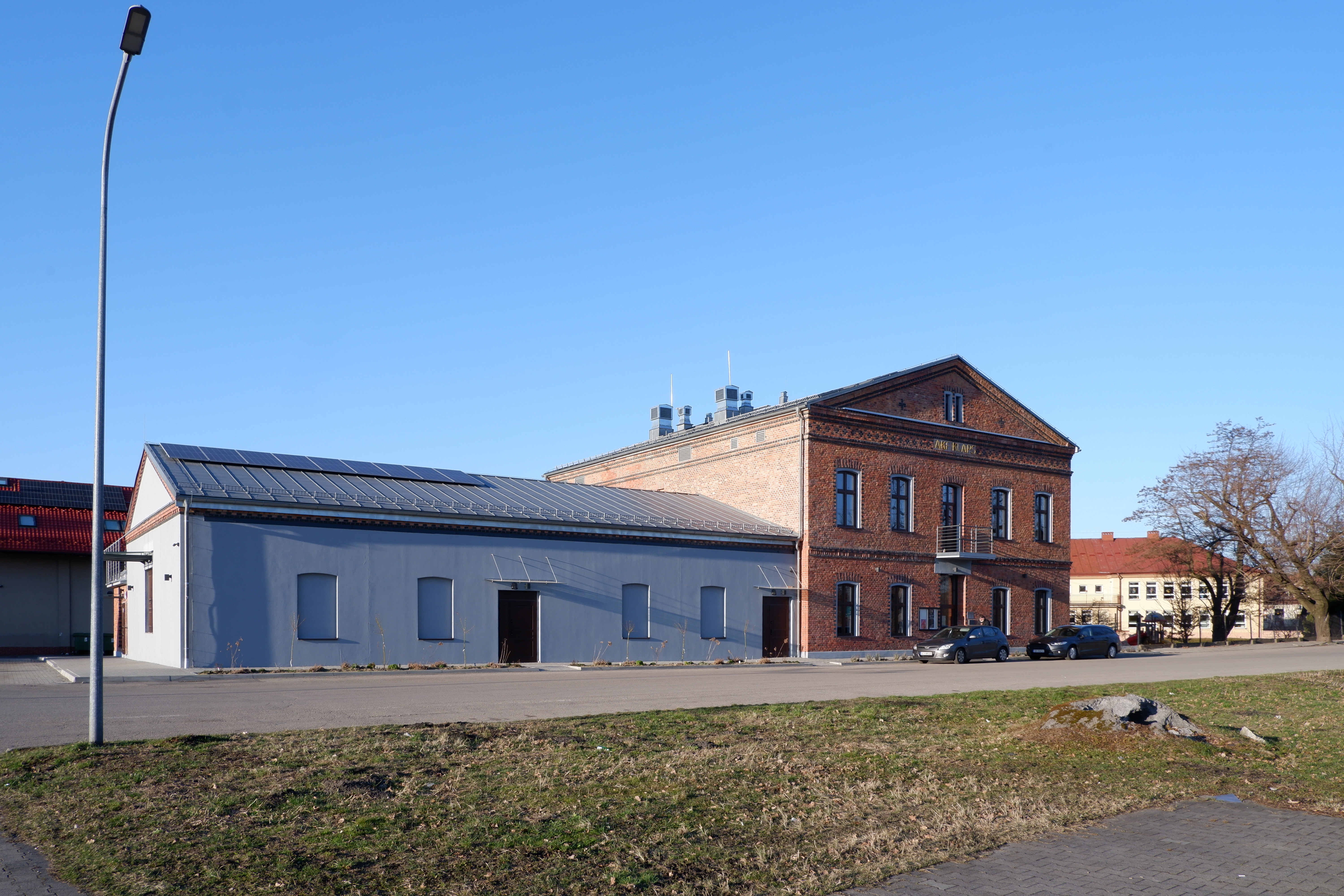
Klaps Gebäude
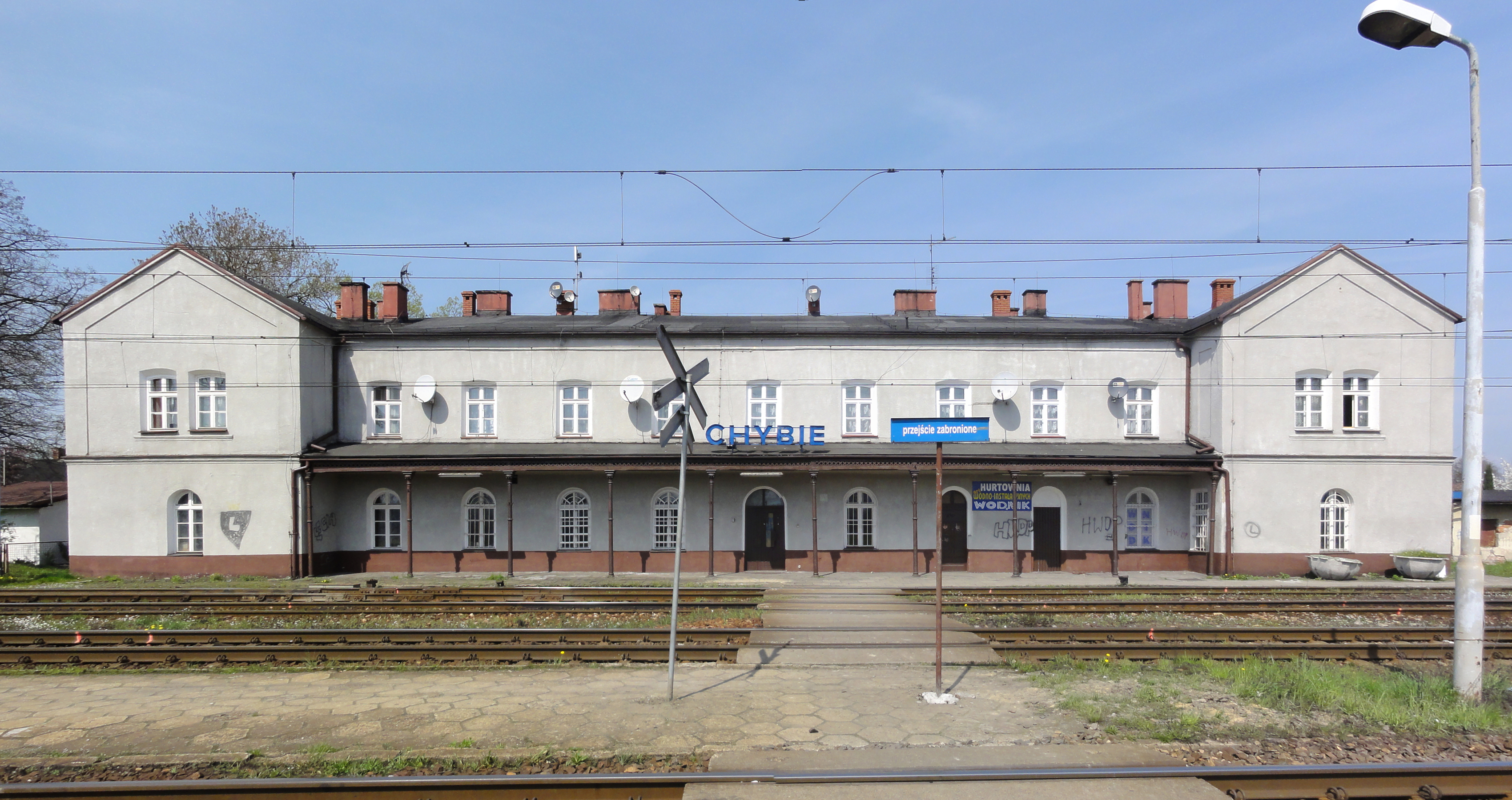
Bahnhof
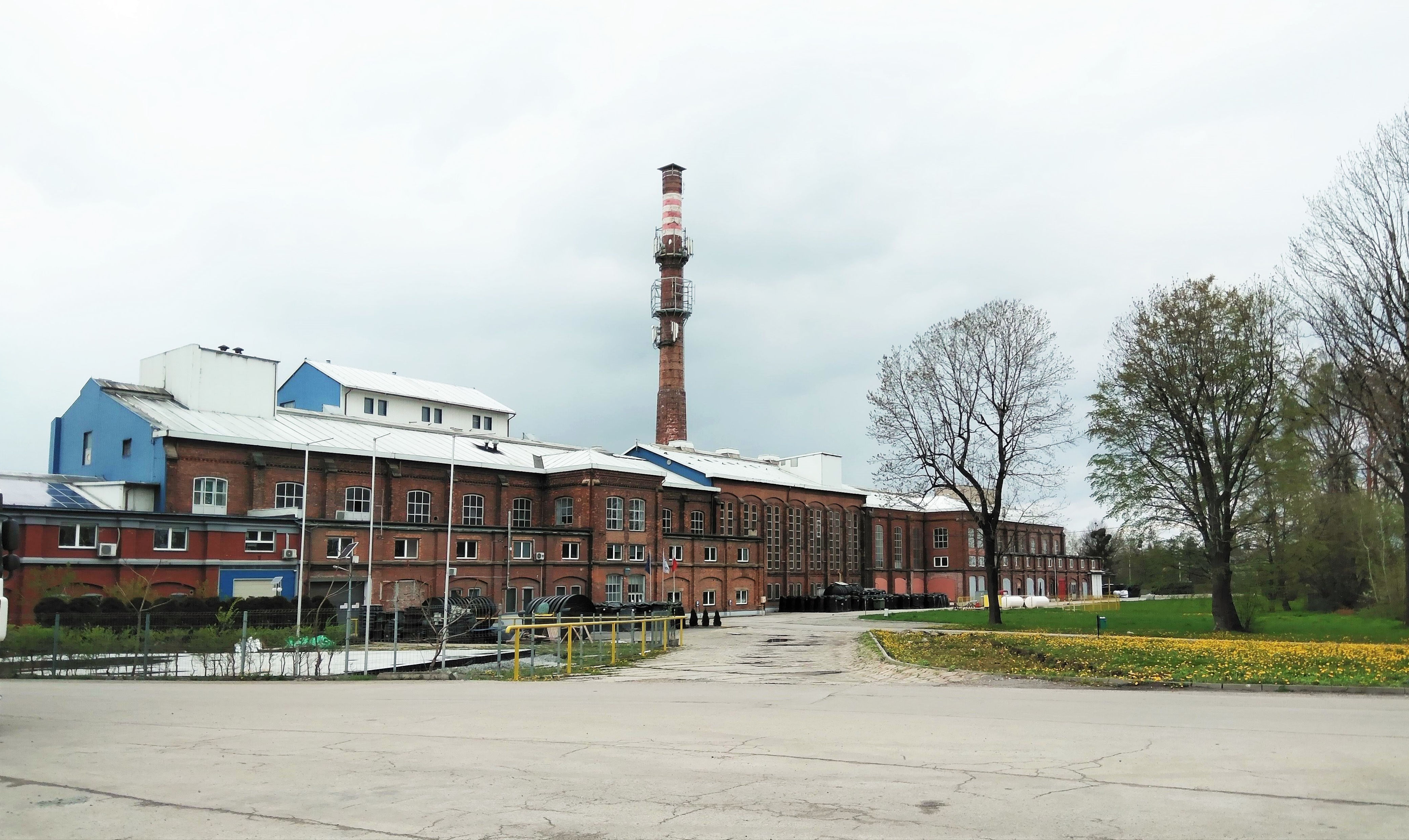
Ehemalige Zuckerfabrik

## Persönlichkeiten
- May Hofer, hier geboren als Maria Ottawa (1896–2000), Südtiroler Textil- und Emaillekünstlerin

## Gemeinde
Zur Landgemeinde (gmina wiejska) Chybie gehören das Dorf selbst und vier weitere Dörfer mit Schulzenämtern (sołectwa).